# Bom Sinal

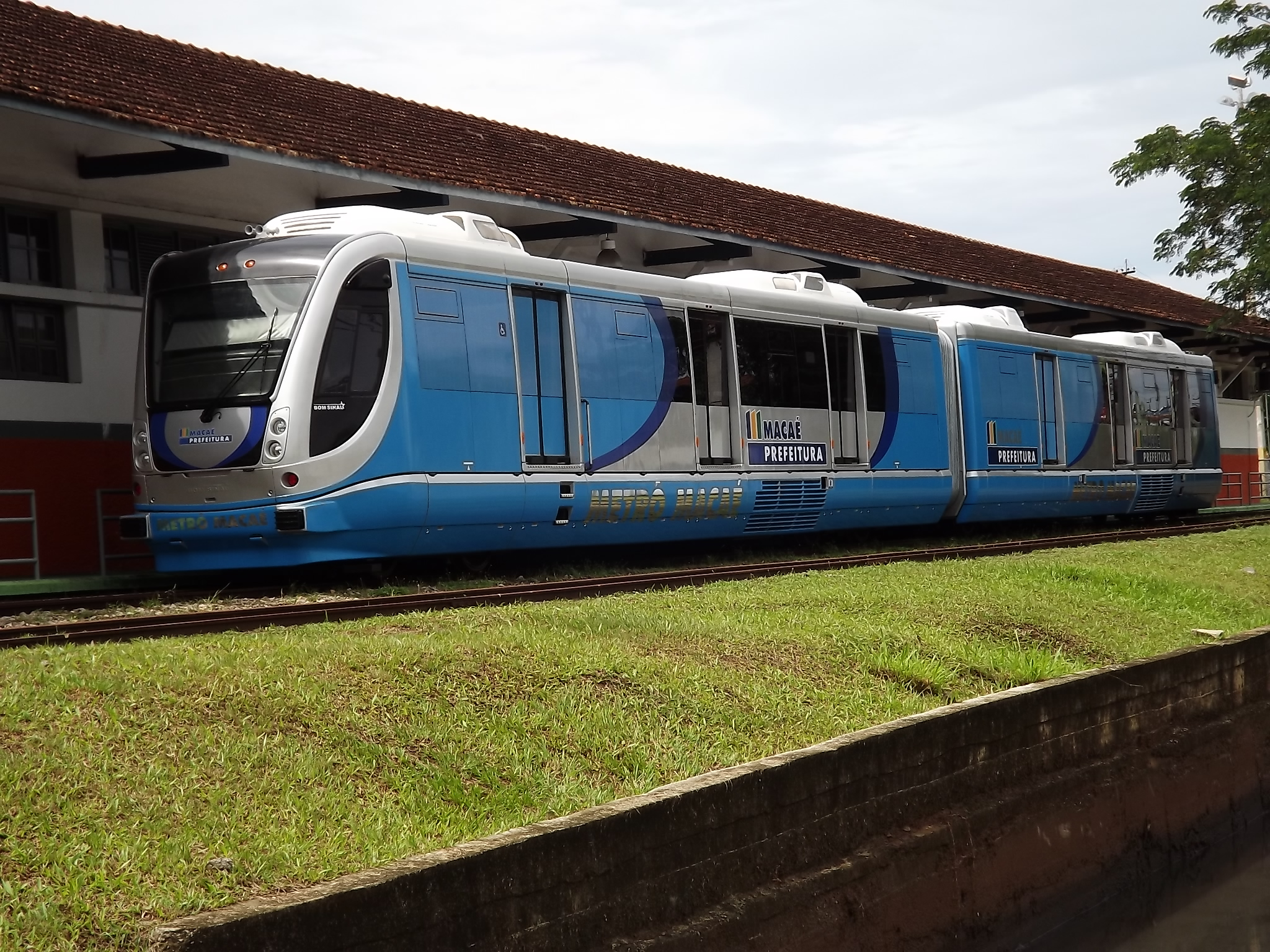
DMU Mobile 2 (TUDH BS Mobile 2) von Bom Sinal in Macaé, Bundesstaat Rio de Janeiro

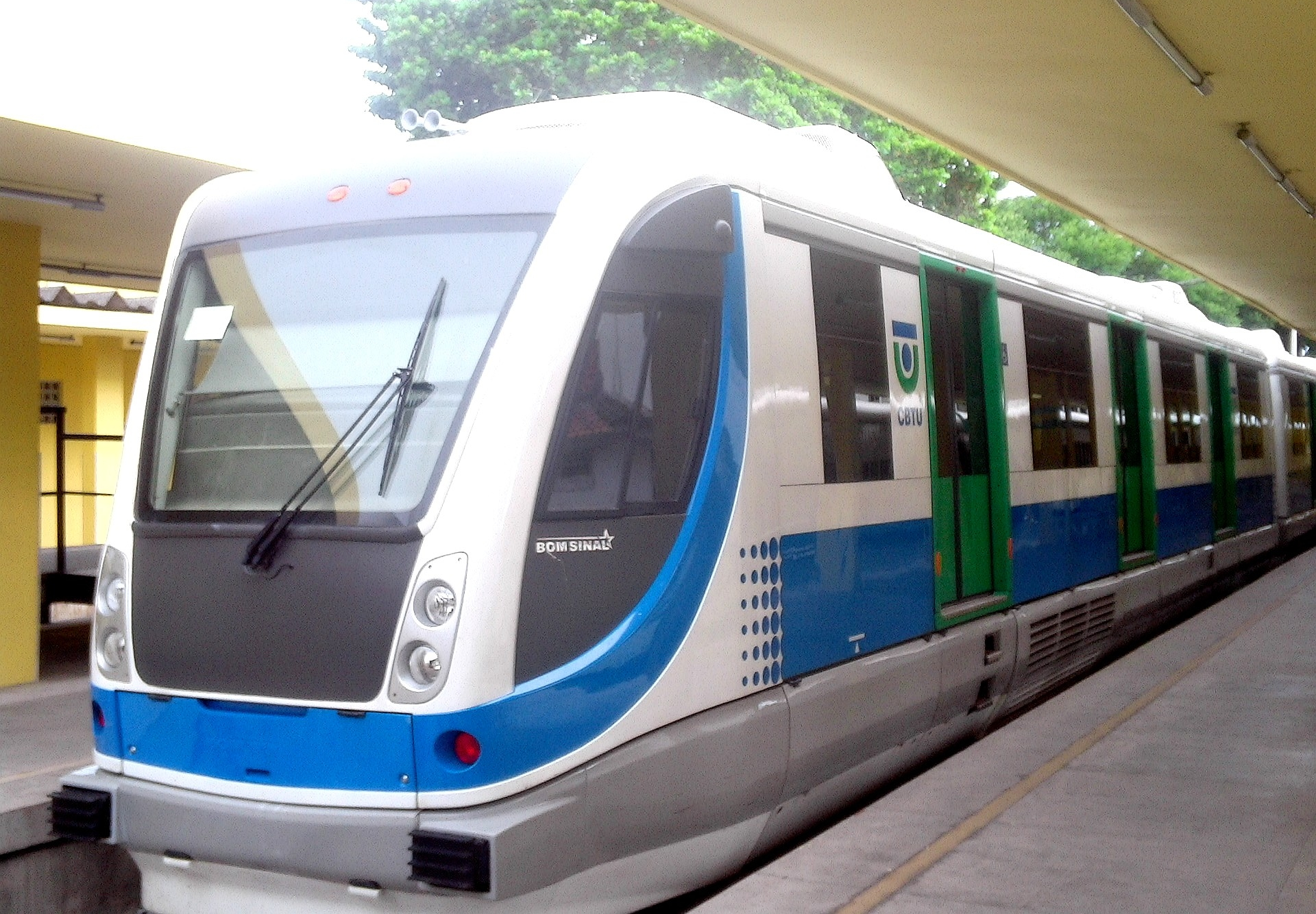
DMU Mobile 2 (TUDH BS Mobile 3) von Bom Sinal in Maceió, Bundesstaat Alagoas

Bom Sinal (deutsch Gutes Signal) ist ein brasilianischer Hersteller von Schienenfahrzeugen vom Typ Leichtbahn. Der Produktionsstandort liegt in Barbalha im Bundesstaat Ceará.

## Produkte
Die leichten Dieseltriebfahrzeuge VLT Mobile mit einer Spurweite von 1 m werden je nach Konfiguration der Anzahl der Abteilwagen als Mobile 2, Mobile 3 oder als Mobile 4 bezeichnet. Die Drehgestelle wurden in Zusammenarbeit mit Voith entwickelt. Der Antrieb erfolgt diesel-mechanisch mit MAN-Motor und Voith-Getriebe.

## Kunden
Quelle:
- Companhia Brasileira de Trens Urbanos
  - Metrô do Recife
  - Trens Urbanos de Natal
  - Trens Urbanos de Maceió
- Metrofor
  - Metrô de Fortaleza
  - Metrô do Cariri
- Prefeitura Municipal de São Luís
- Governo do Estado do Ceará